# Strada statale 22 di Val Macra
La ex strada statale 22 di Val Macra (SS 22), ora strada provinciale 422 di Valle Macra (SP 422), è una strada provinciale italiana della provincia di Cuneo.

## Percorso
La strada ha inizio dalla strada statale 28 del Colle di Nava, a nord di Mondovì, e, su un tracciato pianeggiante e rettilineo, tocca le località di Crava (Rocca de' Baldi), Morozzo, Margarita, giungendo quindi a Cuneo. Superato il capoluogo e il fiume Stura di Demonte, prosegue verso nordest toccando Caraglio e Dronero.
Da qui in poi la strada si fa più accidentata e inizia a costeggiare il corso del torrente Maira. Dopo aver percorso i comuni di Roccabruna, Cartignano, San Damiano Macra, Macra, Stroppo e Prazzo, arriva infine ad Acceglio, a 1200 m s.l.m.
In seguito al decreto legislativo n. 112 del 1998, dal 2001, la gestione è passata dall'ANAS alla Provincia di Cuneo, che ha ridenominato la strada come provinciale con il nuovo nome di strada provinciale 422 di Valle Macra.